# Liste der Gemarkungen in Bayreuth
Die Liste der Gemarkungen in Bayreuth umfasst die elf Gemarkungen der kreisfreien Stadt Bayreuth im Regierungsbezirk Oberfranken des Freistaat Bayerns. Eine Gemarkung ist hiervon gemeindeübergreifend.

## Gemarkungen in Bayreuth
| Nr.    | Gemarkung        | Gemeinde  | Gemeindeteile | Fläche in km² | Flur- stücke | ⌀-Fläche in m² | Quelle |
| ------ | ---------------- | --------- | --- | ------------- | ------------ | -------------- | ------ |
| 092436 | Aichig           | Bayreuth  | Aichig, Bauernhöfen | 1,265         | 576          | 2195,46        | [ 2 ]  |
| 092431 | Bayreuth         | Bayreuth  | Bayreuth, Frankengut, Hermannshof, Hölzleinsmühle, Hussengut, Kreuzstein, Lohe, Oberobsang, Opelsgut, Pfaffenfleck, Riedelsgut, Saas, Schießhaus, Schupfenschlag, Wendelhöfen, Wundersgut | 30,270        | 16663        | 1816,59        | [ 3 ]  |
| 092434 | Colmdorf         | Bayreuth  | Colmdorf, Monplaisir, Obere Röth, Rollwenzelei, Untere Röth | 1,232         | 617          | 1996,88        | [ 4 ]  |
| 092429 | Laineck          | Bayreuth  | Friedrichsthal, Laineck, Oschenberg, Pudermühle, Rodersberg, Spinnerei, Walkmühle | 4,701         | 1170         | 4017,84        | [ 5 ]  |
| 092433 | Meyernberg       | Bayreuth  | Geigenreuth, Laimbach, Meyernberg | 1,642         | 892          | 1840,78        | [ 6 ]  |
| 092437 | Oberkonnersreuth | Bayreuth  | Eichelberg, Fürsetz, Grunau, Hohlmühle, Karolinenreuth, Letten, Meyernreuth, Oberkonnersreuth, Plantage                                                                                   | 5,065         | 1440         | 3517,61        | [ 7 ]  |
| 092430 | Oberpreuschwitz  | Bayreuth  | Dörnhof, Oberpreuschwitz, Teufelsgraben, Unterpreuschwitz, Wiesen | 5,329         | 1171         | 4550,80        | [ 8 ]  |
| 092432 | Sankt Johannis   | Bayreuth  | Eremitage, Eremitenhof, Geiersnest, Hornsröth, Mooshügel, Römerleithen, Sankt Johannis, Wunau                                                                                             | 2,035         | 827          | 2460,54        | [ 9 ]  |
| 092435 | Seulbitz         | Bayreuth  | Grunauermühle, Juchhöh, Seulbitz | 5,221         | 818          | 6382,94        | [ 10 ] |
| 092438 | Thiergarten      | Bayreuth  | Bauerngrün, Destuben, Heinersberg, Krodelsberg, Rödensdorf, Römersberg, Sorgenflieh, Thiergarten, Weiherhaus                                                                              | 7,001         | 936          | 7479,70        | [ 11 ] |
| 092439 | Wolfsbach        | [mehrere] | | 6,093         | 898          | 6784,88        | [ 12 ] |
| 092439 | Wolfsbach 0      | Bayreuth  | Krugshof, Püttelshof, Schlehenberg, Schlehenmühle, Wolfsbach |               |              |                |        |
| 092439 | Wolfsbach 1      | Creußen   | Eimersmühle, Neuenreuth, Ottmannsreuth |               |              |                |        |